# 努瓦尔山县
努瓦尔山县（法語：canton de la Montagne noire）是法国塔恩省的一个县（省级选区），得名于努瓦尔山，中央投票站位于拉布吕吉耶尔。